# Hans Wagner (Tischler)
Hans Wagner (* um 1500/1510; † nach 1562) war ein in Königsberg tätiger preußischer Hoftischler.

## Leben
Hans Wagner wurde am 7. September 1543 von Herzog Albrecht von Preußen zum Hoftischler ernannt, mit einer Antrittsentlohnung jedoch ohne festes Gehalt. Ab 1544 gestaltete er nach den Vorlagen eines unbekannten Entwerfers die Holzvertäfelung des sogenannten Moskowitergemachs und der „camer negst dorbei“, eventuell das sogenannte Geburtszimmer Friedrichs I., im Nordflügel des Königsberger Schlosses, wofür er eine hohe Bezahlung erhielt. 1547/48 verlor er den Titel eines Hoftischlers wieder, war danach aber weiter als Tischler in der Stadt Königsberg ansässig. 1548 wird er für Arbeiten im „Neue Haus“  bezahlt, 1549 wird seine Arbeit am sogenannten „Frauenzimmer“ im Schloss bemängelt. Er lebte im Ortsteil Kneiphof, wo er 1550/51 mit dem Rat in Konflikt kam. 1552 erhielt er den Auftrag zum Abriss des südlichen Domturms in Königsberg. 1557 wurde auf seinen Namen ein Geleitbrief ausgestellt, Wagner scheint nach Danzig übergesiedelt zu sein, mit 1562 ist eine Teilplan der Befestigung von Danzig in seinem Musterbuch datiert.
Von ihm ist ein Musterbuch mit 388 Blatt Tusch- und Rötelzeichnungen bekannt, darunter perspektivische Darstellungen von Außen- und Innenarchitektur, Wandverkleidungen, Profile, Türen, Fenster, Tische, Betten, Truhen, Altäre etc., die ihn als bedeutenden Künstler der Renaissance ausweisen. Von 1712 bis 1945 befand sich das Musterbuch in der Wallenrodtschen Bibliothek in Königsberg. Es wird heute als Kriegsverlust angesehen. In den Musterbuch finden sich Jahresangaben von 1533 bis 1562. Da in dem Musterbuch die Orte Traydendof und Regensburg Wörth in der Oberpfalz genannt werden, hat Adam Horn eine Herkunft Wagners aus der Oberpfalz vermutet, und die Identität mit einem 1499 und 1519 in Cham in der Oberpfalz genannten Hans Wagner vorgeschlagen. Dies alles ist jedoch hypothetisch.
Thieme-Becker setzt ohne Angabe von Gründen diesen Hans Wagner mit einem gleichnamigen Baumeister gleich, der ab 1539 am Rathausbau in Weiden in der Oberpfalz beteiligt war.